# Stenomalina iera
Stenomalina iera är en stekelart som först beskrevs av Walker 1844.  Stenomalina iera ingår i släktet Stenomalina och familjen puppglanssteklar. Arten är reproducerande i Sverige. Inga underarter finns listade i Catalogue of Life.